# Banca centrale d'Egitto
La Banca Centrale d'Egitto è la banca centrale dell'Egitto.  Il capitale versato della Banca ammonta 1 miliardo di Lire Egiziane. Secondo il suo sito web, la Banca:
- Regolamenta le varie banche e sorveglia il sistema bancario dell'Egitto
- Formula e sostiene la politica bancaria dell'Egitto, la sua politica monetaria e la politica creditizia, incluso il tasso ufficiale di sconto;
- Emette le banconote;
- Tutela le riserve auree e le riserve valutarie dell'Egitto
- Regola e gestisce la presenza dell'Egitto sul Foreign exchange market;
- Supervisiona il sistema di pagamenti nazionale;
- Gestisce il debito estero pubblico e privato dell'Egitto.

## Elenco dei Governatori
- Faruq al-Okda
- Ali Nagm
- Hassan Abdalla